# Myrtea mayi
Myrtea mayi is een tweekleppigensoort uit de familie van de Lucinidae. De wetenschappelijke naam van de soort is voor het eerst geldig gepubliceerd in 1911 door Gatllff & Gabriel.